# 뮤니시펄 웨이스트
뮤니시펄 웨이스트(Municipal Waste)는 미국의 크로스오버 스래시 밴드이다.